# 2519 Annagerman
A 2519 Annagerman (ideiglenes jelöléssel 1975 VD2) a Naprendszer kisbolygóövében található aszteroida. Tamara Mihajlovna Szmirnova fedezte fel 1975. november 2-án.